# Astragalus arpilobus
Astragalus arpilobus är en ärtväxtart. Astragalus arpilobus ingår i släktet vedlar, och familjen ärtväxter.

## Underarter
Arten delas in i följande underarter:
- A. a. arpilobus
- A. a. hauarensis